# A. C. Tirulokchandar
Pour les articles homonymes, voir Tirulokachandar.
A. C. Tirulokachandar, né le 11 juin 1930 à Arkât (Indes britanniques) et mort le 15 juin 2016 à Chennai (État du Tamilnadu, Inde), est un réalisateur et scénariste indien.

## Filmographie partielle

### Comme réalisateur
- 1964 : Maain Bhi Ladki Hun (Naanum Oru Penn)
- 1965 : Panchavarna Kili
- 1965 : Naadi Aada Janme
- 1966 : Ramu
- 1966 : Anbe Vaa
- 1967 : Thangai
- 1967 : Iru Malargal
- 1967 : Ave Kallu
- 1967 : Athey Kangal
- 1968 : En Thambi
- 1968 : Anbalipu
- 1969 : Thirudan
- 1969 : Deiva Magan
- 1970 : Engerindho Vandhaal
- 1970 : Enga Mama
- 1971 : Babu
- 1972 : Dharmam Engey
- 1972 : Aval
- 1973 : Radha
- 1973 : Bharatha Vilas
- 1975 : Avanthan Manithan
- 1975 : Anbe Aruyere
- 1976 : Badra Kali
- 1977 : Pen Jenmam
- 1978 : Vanakathukuria Kathaliye
- 1978 : Pilot Premnath
- 1980 : Vishwa Roopam
- 1981 : Lorry Driver Rajakannu
- 1982 : Vasanthathil Oru Naal
- 1982 : Baawri
- 1982 : Teri Kasam
- 1983 : Gauri
- 1985 : Do Dilon Ki Dastaan
- 1985 : Babu
- 1987 : Anbulla Appa
- 1988 : Shukriyaa

## Récompenses et distinctions
Son film Naanum Oru Penn remporte en 1963 le Filmfare Awards South du meilleur film en tamoul.